# Route nationale 010 (Turquie)
Pour les articles homonymes, voir D10 et Route nationale 10.
La route nationale D.010 est La D.010, alias route côtière de la mer Noire, est une route nationale  majeure dans le nord de la Turquie.
Elle s'étend d'ouest en est en longeant la côte de la mer Noire.

## Description
L'itinéraire de 1 427 km commence à l'ouest à l'intersection de la D.014, à 5 kilomètres au sud-est de Karasu, province de Sakarya, et se termine à l'intersection de la D.060, à 25 km au nord-est de Kars, en Anatolie orientale.
Elle est interrompue entre Zonguldak et 10 kilomètres au sud-ouest de Çaycuma.
Le tronçon de 37 kilomètres fait partie de la route D.750.

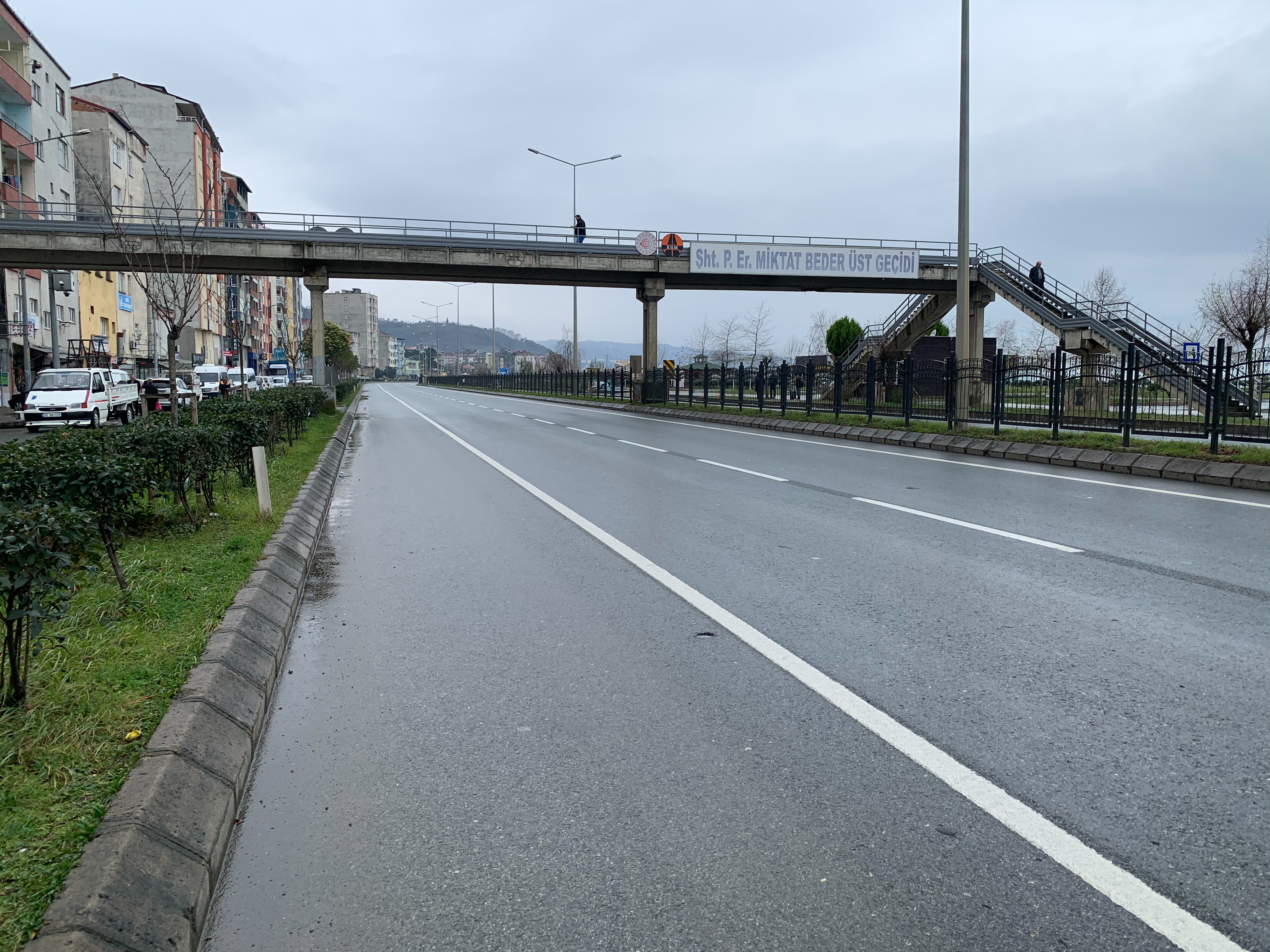
La D.010 à Arsin.

## Tracé
| Km       | Agglomérations | Carte interactive |
| -------- | -------------- | ----------------- |
| 0 km     | Silistra       |                   |
| 31 km    | Akçakoca       |                   |
| 116 km   | Zonguldak      |                   |
| 167 km   | Bartın         |                   |
| 358 km   | İnebolu        |                   |
| 501 km   | Sinop          |                   |
| 659 km   | Samsun         |                   |
|          | Altınordu      |                   |
| 867 km   | Giresun        |                   |
| 982 km   | Trabzon        |                   |
| 1 053 km | Rize           |                   |
|          | Artvin         |                   |
| 1 319 km | Ardahan        |                   |
| 1 416 km | Arpaçay        |                   |

## Voir  aussi